# Un conte de Noël (film, 2008)
Pour les articles homonymes, voir Conte de Noël (homonymie).
Ne doit pas être confondu avec Un chant de Noël.
Pour plus de détails, voir Fiche technique et Distribution.
Un conte de Noël, sous-titré Roubaix !, est un film de Noël français d'Arnaud Desplechin sorti en 2008.
Tourné à Roubaix, il a été présenté en compétition officielle lors du Festival de Cannes 2008.

## Synopsis
Abel et Junon Vuillard forment un vieux couple très uni et encore amoureux malgré les épreuves de la vie. À la suite d'un malaise de Junon, les médecins lui diagnostiquent un lymphome présentant un très mauvais pronostic, qui nécessite au plus vite une greffe de moelle osseuse. Leur premier enfant, Joseph, est mort très jeune à la fin des années 1960 de la même maladie sans qu'aucun traitement n'ait pu alors être entrepris, et ce, malgré la tentative d'avoir un troisième enfant, Henri, mis dans la situation de bébé-médicament avant l'heure, permettant de trouver un donneur compatible puisque leur fille Élizabeth ne l'était pas. Après le décès de Joseph à six ans, le couple s'est toutefois retrouvé, réussissant à restaurer un équilibre brisé par la perte de l'aîné, et à faire un dernier enfant, Ivan, le benjamin qui fut un peu fantasque durant l'adolescence. Seule Élizabeth est restée inconsolable de la perte de son frère aîné et inconsciemment haineuse vis-à-vis d'Henri qui n'a pu le sauver.
Devenu adulte, Henri, à la suite de diverses dettes contractées pour la gestion désastreuse de son théâtre, s'est retrouvé cinq ans auparavant jugé pour faillite et escroquerie devant un tribunal de commerce. Totalement insolvable, il risquait la prison, à laquelle il a échappé in extremis grâce à Élizabeth qui a payé ses dettes en échange d'un bannissement familial : Henri ne doit plus avoir aucun contact avec les autres membres. La famille dans son ensemble a accepté le chantage pour éviter la prison à Henri, qui est devenu un paria à la dérive.
Junon et Abel calculent les différentes possibilités pour trouver un donneur et les probabilités de survie en fonction de l'acceptation ou non de cette greffe. Ils se résolvent finalement à ce que chacun des Vuillard fasse un test de compatibilité de moelle pour tenter de sauver Junon, dont les chances de rémission demeurent cependant faibles et hasardeuses. Paul, le fils d’Élizabeth et de Claude, un brillant mathématicien lauréat de la médaille Fields, est le seul compatible, mais, tout comme son plus jeune oncle avant lui, présente à l'adolescence de graves troubles du comportement nécessitant un suivi psychiatrique. Henri, le banni, finit lui aussi par faire ce test et se révèle compatible. Une réunion de famille à Roubaix pour Noël regroupe tous les Vuillard, y compris Henri à la requête de Paul, ce que ne peut refuser Élizabeth en cette circonstance très particulière. Ivan est là, avec les deux jeunes enfants qu'il a eus de Sylvia, ainsi que Simon, le cousin orphelin depuis l'enfance devenu de fait le quatrième Vuillard. La veille de Noël, Henri débarque finalement avec son amie Faunia, apportant avec lui tout le poids des tensions familiales, non-dits, et jalousies larvées.

## Fiche technique
- Titre original : Un conte de Noël — Roubaix !
- Titre à l'international : A Christmas Tale
- Réalisation : Arnaud Desplechin
- Scénario : Arnaud Desplechin et Emmanuel Bourdieu inspiré de l'essai La Greffe de Jacques Ascher et Jean-Pierre Jouet aux PUF
- Décors : Dan Bevan et Caroline Dessimond
- Costumes : Nathalie Raoul
- Photographie : Éric Gautier
- Montage : Laurence Briaud
- Musique originale : Grégoire Hetzel
- Son : Jean-Pierre Laforce, Nicolas Cantin et Sylvain Malbrant
- Production : Pascal Caucheteux
- Sociétés de production : Why Not Productions en collaboration avec France 2 Cinéma, Wild Bunch, BAC Films
- Société de distribution : BAC Films
- Pays d'origine :  France
- Langue : français
- Format : 35 mm - 2,35:1 (CinemaScope)
- Genre : drame
- Durée : 144 minutes
- Dates de sortie :
  - France  : 16 mai 2008 (Festival de Cannes) ;  21 mai 2008 (sortie nationale) ; 2 décembre 2008 (DVD)
  - Belgique : 11 juin 2008
  - Canada : 21 novembre 2008

## Distribution
- Catherine Deneuve : Junon Vuillard
- Jean-Paul Roussillon : Abel Vuillard
- Anne Consigny : Élizabeth Dédalus, fille ainée d'Abel et Junon
- Hippolyte Girardot : Claude Dédalus, mari d'Élizabeth
- Émile Berling : Paul Dédalus, fils d'Élizabeth et Claude
- Mathieu Amalric : Henri Vuillard, fils cadet d'Abel et Junon
- Melvil Poupaud : Ivan Vuillard, fils benjamin d'Abel et Junon
- Chiara Mastroianni : Sylvia, femme d'Ivan
- Clément Obled : Baptiste Vuillard, fils d'Ivan et Sylvia
- Thomas Obled : Basile Vuillard, fils d'Ivan et Sylvia
- Laurent Capelluto : Simon, neveu d'Abel et Junon
- Emmanuelle Devos : Faunia
- Françoise Bertin : Rosaimée Vuillard
- Samir Guesmi : Spatafora
- Azize Kabouche : le docteur Zraïdi
- Beata Nilska : l'anesthésiste
- François Regnault : le psychothérapeute
- Thierry Bosc : le procureur
- Hélène Roussel : la juge
- Miglen Mirtchev : Maître Bakine
- David Frenkel : l'avocat d'Élizabeth
- Romain Goupil : l'ami psychiatre
- Philippe Morier-Genoud : l'ami franc-maçon

## Production

### Musique du film et bande originale
Tout comme pour Rois et Reine, Arnaud Desplechin demande à Grégoire Hetzel de composer la musique originale de son film. La bande musicale du film relève principalement du répertoire de la musique classique — contrastant entre musiques aux tonalités légères et carillonnantes et des compositions plus sombres et inquiétantes basées sur les sections cordes ou vent —, mais utilise également des titres de Rn'B des années 1970, et un thème basé sur une musique folklorique irlandaise.

## Sortie

### Distinctions

#### Récompenses

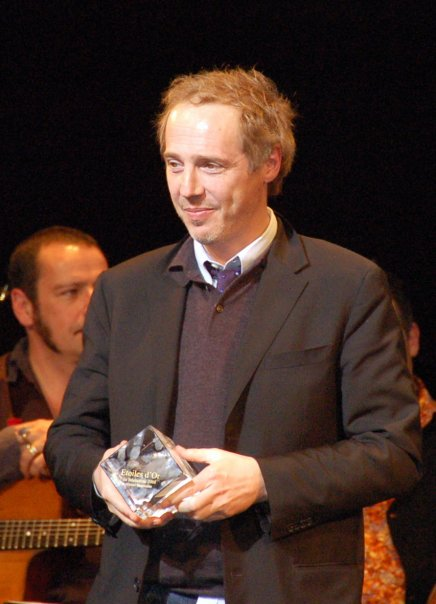
Arnaud Desplechin recevant l'Étoile d'or du meilleur réalisateur 2009.

- César du cinéma 2009 : Meilleur acteur dans un second rôle pour  Jean-Paul Roussillon
- Étoiles d'or du cinéma français 2009 :  Meilleur réalisateur pour  Arnaud Desplechin
- Prix des auditeurs du Masque et la Plume 2209 :  Meilleur film français de l'année

Bien que le film n'ait pas reçu de récompense lors du Festival de Cannes 2008 — Un conte de Noël est le quatrième film du réalisateur dans la Sélection officielle pour la Palme d'or —, Catherine Deneuve obtient un prix spécial du 61e Festival de Cannes pour l'ensemble de sa carrière (conjointement avec Clint Eastwood) ; elle remercie alors spécifiquement Arnaud Desplechin et salue ses partenaires dans Un conte de Noël, en particulier Mathieu Amalric et Jean-Paul Roussillon. Ce prix a été perçu par une partie des critiques cinéma comme une sorte de compensation à l'absence du film dans le palmarès final,,.

#### Nominations
- Festival de Cannes 2008 : en compétition pour la Palme d'or
- Chicago Film Critics Association Awards 2008 :  Meilleur film en langue étrangère
- César du cinéma 2009 : 
  - Meilleure actrice dans un second rôle pour Anne Consigny
  - Meilleur espoir masculin pour Laurent Capelluto
  - Meilleur film
  - Meilleur réalisateur pour Arnaud Desplechin
  - Meilleur scénario pour Arnaud Desplechin et Emmanuel Bourdieu
  - Meilleure photographie pour Éric Gautier
  - Meilleur montage pour Laurence Briaud
  - Meilleur son pour Jean-Pierre Laforce, Nicolas Cantin, Sylvain Malbrant
- Prix du cinéma européen 2009 : prix d'excellence du meilleur montage pour  Laurence Briaud

### Réception critique et publique
Un conte de Noël a réalisé 548 033 entrées en France au cours de son exploitation en salles et un total de 674 406 spectateurs dans l'Union européenne, dont notamment 34 414 entrées en Italie, 22 728 en Espagne, et 13 212 en Suisse, ce qui a constitué un très bon succès auprès du public pour un film d'auteur. Les résultats d'exploitation du film aux États-Unis, qui fut projeté initialement sur sept puis trente-six écrans au niveau national (avec un pic fin décembre de 47-48 écrans), durant la période allant de mi-novembre 2008 à fin janvier 2009, sont d'un total de recettes de 1 060 602 $ aux États-Unis mais aussi de 1 898 990 $CAD au Canada, ce qui constitue le meilleur succès, à ce jour, du réalisateur sur le continent nord-américain.
Globalement le film obtient dans les agrégateurs de critiques cinématographiques anglophones, 87 % de jugements favorables, avec un score moyen de 7,5⁄10 sur la base de 114 critiques collectées sur le site Rotten Tomatoes. Sur le site Metacritic, il obtient un score de 84⁄100, sur la base de 32 critiques collectées.

### Diffusion télé
Le film est diffusé pour la première fois à la télévision, en clair, le 11 septembre 2013 sur Arte en première partie de soirée et réunit 622 000 spectateurs soit 2,8 % de part d'audience selon Médiamétrie.

### Adaptation théâtrale
Le film a été adapté sur scène par la metteuse en scène Julie Deliquet au théâtre de l'Odéon en janvier 2020 avec le collectif In Vitro puis jouée en tournée en France la même année. Arnaud Desplechin déclare à propos de cette adaptation qu'elle est très « tchekhovienne, dans le sens où l’on ne sait jamais si c’est horriblement drôle ou horriblement triste, et ce sentiment vous arrive doucement. Il y a une quantité de drôlerie et de monstruosité ».

## Autour du film
Claude Dédalus, le mari d'Élizabeth interprété par Hippolyte Girardot, est titulaire de la médaille Fields. À son arrivée pour célébrer les fêtes, il détaille sur un tableau les différents scénarios selon les choix qui s'ouvrent à Junon, qu'elle accepte la greffe ou non, ainsi que les probabilités de survie à l'échelle de plusieurs années,.
Cette démonstration est établie par Cédric Villani, pas encore médaillé Fields à cette date (il l'obtiendra deux ans plus tard).